# Kubanytschbek Sagyndykow
Kubanytschbek Sagyndykow (kirgisisch Кубанычбек Сагындыков, englische Transkription: Kubanichbek Sagyndikov; * 16. September 1984 in der Kirgisischen SSR) ist ein kirgisischer Billardspieler aus Bischkek, der in den Varianten Russisches Billard und Snooker antritt.
Während er im Russischen Billard 2011 kirgisischer Meister in der Disziplin Freie Pyramide wurde und an mehreren Weltmeisterschaften teilnahm, wurde er 2014 nationaler Meister im Snooker und gewann 2016 die kirgisische Meisterschaft im 6-Red-Snooker.

## Karriere

### Russisches Billard
Seinen ersten größeren Erfolg erzielte Kubanytschbek Sagyndykow im Oktober 2011, als er durch einen 7:5-Finalsieg gegen Ysatbek Ratbekow kirgisischer Meister in der Disziplin Freie Pyramide wurde.
Im August 2014 nahm Sagyndykow im Russischen Billard erstmals an einer Weltmeisterschaft teil, musste bei der Kombinierte-Pyramide-WM jedoch ein Erstrundenaus gegen Vasif Məmmədov (4:6) hinnehmen. Nachdem er beim kirgisischen Pokal das Achtelfinale erreicht hatte, gewann er bei der Dynamische-Pyramide-WM sein Auftaktspiel gegen den Deutschen Juri Kampf (6:0) und unterlag in der Runde der letzten 32 dem ehemaligen Weltmeister Jaroslaw Tarnowezkyj (1:6).
In das Jahr 2015 startete Sagyndykow mit dem Erreichen des Viertelfinales bei der kirgisischen Meisterschaft in der Kombinierten Pyramide. Wenig später hingegen verlor er bei der Weltmeisterschaft in derselben Disziplin seine beiden Vorrundenspiele. In der Freien Pyramide zog er im Sommer bei der kirgisischen Meisterschaft ins Halbfinale ein, in dem er dem späteren Turniersieger Dastan Lepschakow (2:6) unterlag, und erreichte bei den Asian Open die Runde der letzten 32, in der er gegen Däuren Urynbajew verlor.
Bei der Dynamische-Pyramide-WM 2016 erreichte er die zweite Runde, da sein Erstrundengegner nicht angetreten war, Sagyndykow zog seine Teilnahme jedoch zurück. Nachdem er 2018 in einem Qualifikationswettbewerb zur Dynamische-Pyramide-WM gescheitert war, versuchte er im Juli 2019, sich für die Freie-Pyramide-WM in Tscholponata zu qualifizieren. Bei dem Qualifikationsturnier in Bischkek schied er jedoch im Achtelfinale aus und verpasste die WM damit deutlich. Wenig später zog er beim Oomat Cup ins Finale ein und musste sich Arsen Kalenbajew mit 1:4 geschlagen geben. Im Oktober 2019 nahm er erstmals am Savvidi Cup teil und erreichte unter anderem durch einen Sieg gegen Denys Borodkin die Runde der letzten 48, in der er dem Weißrussen Jauhen Kurta mit 2:5 unterlag.
Im Januar 2020 schied er bei der kirgisischen Meisterschaft in der Kombinierten Pyramide im Achtelfinale gegen Kanat Sydykow aus.

### Snooker
Sagyndykow machte im Snooker 2012 erstmals international auf sich aufmerksam, als er beim Minsk Open Cup die Bronzemedaille gewann.
Im Mai 2013 gewann Sagyndykow durch einen 5:4-Finalsieg gegen Kanybek Sagynbajew den Wefy-Pokal in Bischkek. Einen Monat später gehörte er dem kirgisischen Aufgebot bei den Asian Indoor & Martial Arts Games im südkoreanischen Incheon an. Während er im English Billiards durch einen 3:1-Sieg gegen Baek Minhu das Achtelfinale erreichte, in dem er dem Inder Jaka Kurniawan mit 1:3 unterlag, verlor er im Snooker sein Auftaktspiel gegen Hossein Vafaei (0:4) und musste sich beim Six-Red-Snooker-Wettbewerb Sundeep Gulati mit 2:5 geschlagen geben.
Im Dezember 2014 zog Kubanytschbek Sagyndykow unter anderem durch Siege gegen Arsen Kalenbajew und Bektur Arsymatow ins Endspiel der kirgisischen Meisterschaft ein, in dem er sich gegen Kalys Kamtschybek uulu mit 4:3 durchsetzte und sich somit den Meistertitel sicherte. Ein Jahr später verpasste er hingegen knapp das Viertelfinale, nachdem er das entscheidende Vorrundenspiel gegen Arsen Kalenbajew verloren hatte.
Anfang 2016 gelangte er bei der Stadtmeisterschaft Bischkek ins Endspiel, in dem er Muchammed Karimberdi uulu mit 1:4 unterlag. Im Sommer desselben Jahres wurde Sagyndykow durch einen 4:1-Finalsieg gegen Kalys Sagynalijew kirgisischer Meister im 6-Red-Snooker und schied beim La Maison Cup im Viertelfinale gegen Iljas Adamow aus.
Im Februar 2017 erreichte er bei der kirgisischen Snooker-Meisterschaft das Halbfinale und verlor mit 2:3 nur knapp gegen den späteren Turniersieger Muchammed Karimberdi uulu. Im Juni desselben Jahres schied er bei der 6-Red-Asienmeisterschaft, der ersten in Kirgisistan ausgetragenen internationalen Snooker-Meisterschaft, in der Vorrunde aus, wobei er in den vier Gruppenspielen lediglich zwei Frames gewann, beide gegen den ehemaligen Profi Ahmed Saif.

## Erfolge
Russisches Billard
| Ergebnis | Jahr | Turnier                              | Finalgegner      | Endstand |
| -------- | ---- | ------------------------------------ | ---------------- | -------- |
| Sieger   | 2011 | Kirgisische Meisterschaft (Fr. Pyr.) | Ysatbek Ratbekow | 7:5      |
| Finalist | 2019 | Oomat Cup                            | Arsen Kalenbajew | 1:4      |

Snooker
| Ergebnis | Jahr | Turnier                           | Finalgegner               | Endstand |
| -------- | ---- | --------------------------------- | ------------------------- | -------- |
| Sieger   | 2013 | Wefy-Pokal                        | Kanybek Sagynbajew        | 5:4      |
| Sieger   | 2014 | Kirgisische Meisterschaft         | Kalys Kamtschybek uulu    | 4:3      |
| Finalist | 2016 | Stadtmeisterschaft Bischkek       | Muchammed Karimberdi uulu | 1:4      |
| Sieger   | 2016 | Kirgisische Meisterschaft (6-Red) | Kalys Sagynalijew         | 4:1      |

## Teilnahmen an Weltmeisterschaften
| Disziplin            | 2014 | 2015 | 2016 | 2017  | 2018  | 2019  | 2020  |
| -------------------- | ---- | ---- | ---- | ----- | ----- | ----- | ----- |
| Freie Pyramide       | –    | –    | –    | n. a. | –     | –     | n. a. |
| Dynamische Pyramide  | L32  | –    | L32  | n. a. | –     | n. a. | n. a. |
| Kombinierte Pyramide | L64  | R    | –    | –     | n. a. | –     | n. a. |
| Quelle:              |      |      |      |       |       |       |       |

| Legende | Legende                               |
| ------- | ------------------------------------- |
| S       | Sieger                                |
| F       | Finalist                              |
| HF / H  | Halbfinalist                          |
| VF / V  | Viertelfinalist                       |
| AF / A  | Achtelfinalist                        |
| LX      | Niederlage in der Runde der letzten X |
| R2      | Niederlage in Runde 2                 |
| R       | Vorrundenaus/Niederlage in Runde 1    |
| –       | nicht teilgenommen                    |
| n. a.   | nicht ausgetragen                     |